# Нетуно
Нету̀но (на италиански: Nettuno) е пристанищен град и община в Централна Италия, провинция Рим, регион Лацио. Разположен е на брега на Тиренско море. Населението на общината е 47 332 души (към 2010 г.).

## Известни личности
Родени в Нетуно
- Бруно Конти (р. 1955), футболист
- Пиерпаоло Пичоли (р. 1967), моден дизайнер

Починали в Нетуно
- Плачидо Корси (р. 1899), католически свещеник, пасионист